# Abdias Maurel
Abdias Maurel (? — 22 de abril de 1705) foi um militar francês.
Líder Camisard, tornou-se um oficial da cavalaria do exército francês e recebeu distinções na Itália; lá ele serviu sob o comando do Marechal Catinat, sendo ele mesmo por vezes chamado de Catinat. Em 1702, quando a revolta em Cevennes estourou, Maurel tornou-se um dos líderes Camisard, e por sua diligência seu nome ficou bastante conhecido e temido.
Maurel recusou-se a aceitar a paz proposta por Jean Cavalier em 1704, e após passar algumas semanas na Suíça retornou à França e comandou os Camisards que ainda estavam na guerra. Estava profundamente interessado em uma trama para capturar algumas cidades francesas, um plano que, se desse certo, teria a ajuda da Inglaterra e Holanda. Mas seu plano falhou; Maurel foi traído, e com três outros líderes do movimento foi queimado até à morte em Nimes, no dia 22 de abril de 1705.
Era um homem de grande vigor físico, mas também muito cruel. Orgulhava-se de ter matado 200 católicos romanos com suas próprias mãos.